# مرزدار
مرزدار به کسی گفته می‌شود که در مرزبانی از زیرمجموعه‌های ناجا که در خصوص کنترل مرزهای زمینی و دریایی کشور فعال است. مشغول به خدمت باشد.